# Ehlange
Ehlange (lb. Éileng, niem. Ehlingen) – wieś (Uertschaft) w południowym Luksemburgu, w kantonie Esch-sur-Alzette, w gminie Reckange-sur-Mess. Do 3 października 2015 miejscowość leżała w dystrykcie Luksemburg. Liczy 556 mieszkańców (1 stycznia 2023).